# Conjunt Maria Llinàs II
El Conjunt Maria Llinàs II és una obra noucentista de Sant Cugat del Vallès (Vallès Occidental) protegida com a Bé Cultural d'Interès Local.

## Descripció
Cases aparellades projectades inicialment com dues cases de planta baixa amb una torre i a les quals s'afegí posteriorment una altra planta.
La planta baixa manté els elements noucentistes, mentre que el pis afegit conserva les línies verticals de la composició però sense elements ornamentals.
Els elements ornamentals estan constituïts per la llinda que forma l'arcada que apareix a totes les obertures de la façana, aquesta llinda està feta amb arrebossat imitant dovelles de pedra granulada.

## Història
El conjunt urbà Maria Llinàs ubicat en el límit de l'eixample rural del carrer Villà amb el Club de Golf Sant Cugat fou projectat en diferents fases per l'arquitecte Josep Sala i Comas i per encàrrec de la senyora Maria Llinàs i Bigas, esposa de Ròmol Maristany.